# دايفيد فوكس
دايفيد فوكس (بالإنجليزية: David Fox)‏ (13 ديسمبر 1983 ستوك أون ترينت المملكة المتحدة - ) هو لاعب كرة قدم بريطاني يلعب كلاعب وسط.

## روابط خارجية
- دايفيد فوكس على موقع قاعدة بيانات كرة القدم.إي يو (الإنجليزية)
- دايفيد فوكس على موقع Soccerbase.com (لاعب) (الإنجليزية)
- دايفيد فوكس على موقع Soccerway.com (الإنجليزية)
- دايفيد فوكس على موقع عالم كرة القدم.نت (الإنجليزية)
- دايفيد فوكس على موقع AS.com (الإسبانية)